# Wolfhart I. Zenger
Wolfhart I. Zenger lebte um 1282. Er war Pfleger zu Sternstein.

## Familie
Wolfhart I. begründete im Geschlecht der Zenger eine Linie, die im 16. Jahrhundert ausstarb.
Die Eltern Wolfharts I. waren Conrad I. und Tuta von Schönstein.
Die Kinder Wolfharts I. waren
- Dietrich zu Schwarzach wurde 1304 und 1311 schriftlich erwähnt.
- Marquart lebte um 1314. Er war Ritter. Seine Ehefrau hieß Petrissa und wurde 1335 schriftlich erwähnt.
- Heinrich II. zu Altendorf war 1320 Richter zu Amberg und 1333 Pfleger zu Velburg.[3]

Die Geschwister Wolfharts I. waren
- Ortlieb I. lebte um 1282.
- Otto I. wurde 1271, 1272, 1282 erwähnt. Er starb vor 1288. Er war Burgmann auf der Burg Murach unter Herzog Ludwig dem Strengen.
- Adelheid lebte vor 1299. Sie war verheiratet mit Heinrich Geiganter.
- Heinrich I. wurde 1271, 1272 erwähnt. Er war Burgmann auf der Burg Murach unter Herzog Ludwig dem Strengen.